# Urakaze (1940)
Pour les autres navires du même nom, voir Urakaze (destroyer).
Le Urakaze (浦風) était un destroyer de classe Kagerō en service de la Marine impériale japonaise pendant la Seconde Guerre mondiale.

## Historique
Le 9 juin 1944, il sauve 126 survivants du destroyer Tanikaze coulé par le sous-marin USS Harder, près de Tawitawi. Au cours de la bataille de la mer des Philippines, il sauve des survivants du porte-avions Shōkaku, coulé par le sous-marin USS Cavalla. Pendant le sauvetage, il est légèrement endommagé par une attaque de charges de profondeur lancées par un sous-marin.
En 1943, il participe à l'opération Ke.
Le 21 novembre 1944, l'Urakaze est torpillé et coulé avec la totalité de son équipage par le sous-marin USS Sealion, à 65 milles (104 km) au nord-nord-ouest de Keelung (Taïwan), à la position géographique 26° 09′ N, 121° 23′ E. Le sous-marin attaqua au même moment le cuirassé Kongō de deux torpilles, il chavira trois heures plus tard.